# Ведмежий (хутір)
Ведмежий — хутір за декілька кілометрів на Північ від міста Люботина (Харківської області), на Північ від траси Харків—Київ. 
Хутір виник у XVIII столітті, на землях Люботинського сотника Самійла Івановича Смородського, які той отримав внаслідок клопотання царю у 1715 році. До нього цими землями володів козак Степан Партесний, що втік, не бажаючи нести військову козацьку службу. Пізніше ці землі стали масово заселятися. 
Наприкінці XIX століття розпочалося будівництво залізниці через Люботин, так як хутір Ведмежий расташовувався за 10 км від станції Люботин, починається поступове переселення мешканців Ведмежего до Люботина, ближче до міста і залізничної станції «Люботин». Більшість мешканців переселилася у Старий Люботин. 
У довоєнні роки у Ведмежому мешкало понад 500 осіб, але до кінця XX століття хутір практично знелюднів. Зараз у Ведмежому нараховується близько десятка домогосподарств, не враховуючи дачного поселення та садових ділянок. 
На хуторі розташовані три ставки і кілька боліт. Більшість площі Ведмежого займають ліси Манченківського лісництва.
|                            |  |                      |  |                                    |
| В'їзд до дачного поселення |  | Ведмежанський ставок |  | Дачне поселення на хуторі Ведмежий |